# Authevernes

Authevernes este o comună în departamentul Eure, Franța. În 1 ianuarie 2022 avea o populație de 466 de locuitori.